# ديك نولان
ديك نولان هو كاتب أغاني وموسيقي ومغني كندي، ولد في 4 فبراير 1939 في كورنر بروك في كندا، وتوفي في 13 ديسمبر 2005 في كربونير ‏ في كندا.

## وصلات خارجية
- ديك نولان على موقع ميوزك برينز (الإنجليزية)
- ديك نولان على موقع أول ميوزيك (الإنجليزية)
- ديك نولان على موقع ديسكوغز (الإنجليزية)